# Marcos González (Fußballspieler)
Marcos González, vollständiger Name Marcos Rony González Ortega, (* 14. Juni 1990 in Durazno oder Tacuarembó) ist ein ehemaliger uruguayischer Fußballspieler.

## Karriere
Der 1,73 Meter große Defensivakteur González absolvierte in der Spielzeit 2010/11 zehn Erstligaspiele (kein Tor) für den norduruguayischen Verein Tacuarembó FC. In der Saison 2013/14 wurde er mit Tacuarembó Meister der Segunda División und trug dazu mit 22 Zweitligaeinsätzen (kein Tor) bei. In der Spielzeit 2014/15 wurde er siebenmal (kein Tor) in der Primera División eingesetzt. Nach dem Abstieg am Saisonende kam er in der Zweitligaspielzeit 2015/16 sechsmal (ein Tor) in der Liga zum Einsatz. Während der Saison 2016 bestritt er zwölf Zweitligaspiele (ein Tor).